# Postnet
| Valeur | codage  |
| 1      | ╷╷╷\|\| |
| 2      | ╷╷\|╷\| |
| 3      | ╷╷\|\|╷ |
| 4      | ╷\|╷╷\| |
| 5      | ╷\|╷\|╷ |
| 6      | ╷\|\|╷╷ |
| 7      | \|╷╷╷\| |
| 8      | \|╷╷\|╷ |
| 9      | \|╷\|╷╷ |
| 0      | \|\|╷╷╷ |

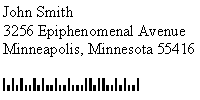
Exemple d'un code postal à 5 chiffres accompagné d'un code-barre Postnet

Postnet (acronyme de : Postal Numeric Encoding Technique) est une symbologie code-barres, utilisé aux États-Unis (United States Postal Service) pour faciliter l'aiguillage du courrier.

Le code postal américain, appelé ZIP pour Zoning Improvment Plan, est converti en barres de hauteur entière ou de demi-hauteur.

Le plus souvent, le point de livraison est ajouté :

il s'agit généralement des deux derniers chiffres de l'adresse ou du nombre PO box.
Ce code-barres commence et finit par une barre pleine (souvent appelé guard rail) qui joue le rôle de garde-fou.

Il est pourvu d'un chiffre de vérification (clé de contrôle) après le code ZIP ou ZIP+4. 
Le chiffre de vérification est calculé comme suit :
1. on additionne toutes les données devant être codées. 
 Si vous voulez envoyer une lettre de quelque part à Young America Township dans le Minnesota, vous devrez l'envoyer au 55555-1237, qui a pour somme 38 ;
2. on cherche le nombre nécessaire à ajouter à ce nombre pour qu'il soit divisible par 10 (Formule mathématique: 10 - Modulo(somme) ) 
  Dans ce cas c'est 2 ; il s'agit de la clé de contrôle.

La table de codage est présentée ici à droite. | note une barre pleine et ╷ une demi-barre.
Chaque chiffre est individuellement représenté par un ensemble de cinq barres ; deux de ces cinq sont des barres pleines.
Il s'agit donc d'un système de type « deux parmi cinq ». 
Les barres pleines représentent les bits à un dans une pseudo-base 2 dans laquelle les places représentent depuis la gauche vers la droite : 7, 4, 2, 1, 0.

Donc, avec ce principe, zéro est codé comme 11, ou encore 11000.

## Exemple
L'exemple mentionné ci-dessus du code 55555-1234 conduit aux étapes suivantes :
1. la somme est 35 ;
2. le chiffre de vérification est donc 5 ;
3. les données codées seront donc 5555512345 ;
4. assemblées avec les barres garde-fous, elles seront représentées par :

```
|
╷|╷|╷
╷|╷|╷
╷|╷|╷
╷|╷|╷
╷|╷|╷
╷╷╷||
╷╷|╷|
╷╷||╷
╷|╷╷|
╷|╷|╷
|

.5    5    5    5    5    1    2    3    4    5    .
```

Note : Le point de livraison est souvent ajouté après le ZIP+4 et avant le chiffre de vérification.